# Philodromus dilutus
Philodromus dilutus es una especie de araña cangrejo del género Philodromus, familia Philodromidae. Fue descrita científicamente por Thorell en 1875.

## Distribución
Esta especie se encuentra en Ucrania y Rusia.